# Теофілюв (Томашовський повіт)
Теофілюв (пол. Teofilów) — село в Польщі, у гміні Іновлудз Томашовського повіту Лодзинського воєводства.
У 1975-1998 роках село належало до Пйотрковського воєводства.